# Anacroneuria talamanca
Anacroneuria talamanca és una espècie d'insecte plecòpter pertanyent a la família dels pèrlids.

## Descripció
- Els adults presenten l'àrea dels ocels coberta per un petit quadrangle marró i les membranes alars transparents amb la nervadura marró.
- La nimfa fa entre 9 i 13 mm de llargària i té el cap i el pronot de color marró.[5]

## Hàbitat
En el seu estadi immadur és aquàtic i viu a l'aigua dolça, mentre que com a adult és terrestre i volador.

## Distribució geogràfica
Es troba a Centreamèrica: Costa Rica, Panamà i Nicaragua.